# Fatum (film)
Fatum, ook uitgebracht als Fatum of het Treurspel op den Zeedijk te Amsterdam, Het Noodlot en De Laster, is een Nederlandse stomme film uit 1915 onder regie van Theo Frenkel sr..

## Verhaal
De film vertelt het verhaal van Kobus Drost, een welgestelde boer. Op een dag ontvangt hij een brief van zijn neef Verbeek, die hem verzoekt dringend hulp te verlenen bij het opknappen van zijn hut. Hij zoekt hem op in Volendam en valt daar als een blok voor zijn huishoudster Anna. Hij weet zijn neef te overhalen hem toestemming te geven het meisje met hem mee naar huis te brengen. Eenmaal terug op het platteland, gaat Anna te werk als een boerenmeid. De zus van Kobus is niet onder de indruk van haar en neemt haar regelmatig in de maling, samen met het andere personeel. Kobus neemt haar hierop in bescherming.
Op een gegeven moment komt Kobus tot de ontdekking dat knecht Arend een oogje heeft op Anna. Om de concurrentie uit te schakelen, stuurt hij hem naar de militaire dienst. Tijdens de afwezigheid van Arend, grijpt Kobus zijn kans om Anna ten huwelijk te vragen. Anna stemt toe en wordt de bazin van het personeel, hetgeen niet gunstig is voor de arbeiders. Als Arend op verlof terugkeert naar de hoeve, is hij gechoqueerd door de veranderingen die er zijn plaatsgenomen. Krelis, een knecht die onlangs is ontslagen door Kobus, is getuige van Arends geheime ontmoeting met Anna. Hij besluit hier gebruik van te maken om zich te wreken op zijn baas.
Als Kobus en Krelis op een avond in een herberg zitten, vertelt Krelis hem dat hij is voorgelogen door Anna en zij werkelijk een affaire heeft met Arend. Kobus is razend en keert terug naar huis om er zijn geweer te halen. Vervolgens gaat hij naar de desbetreffende plek waar Anna en Arend als vrienden naartoe zijn gegaan. Hier peinst hij geen seconde en schiet Arend dood. Anna keert verdrietig terug naar huis, maar wordt niet binnengelaten door de zus van Kobus en vertrekt daarom. Ondertussen krijgt Kobus een gevangenisstraf van twee jaar opgelegd.
Nadat Kobus zijn straf heeft uitgezeten, keert hij terug naar huis. Hij is zichzelf niet meer en reist op een dag naar Amsterdam, waar hij uren rondzwerft. Hij belandt uiteindelijk in een danshuis aan de Zeedijk. Hij weigert er te dansen, totdat hij zijn vrouw plotseling ziet.

## Rolbezetting
| Acteur               | Personage           |
| -------------------- | ------------------- |
| Louis Bouwmeester    | Kobus Drost         |
| Julie Meijer         | Anna                |
| Wilhelmina Kleij     | Zus van Kobus Drost |
| John Timrott         | Arend               |
| August van den Hoeck | Kees Nieman         |
| Heintje Davids       | Danseres            |
| Louis Davids         | Danspartner         |
| Julia Ude            | Trijn               |
| Aaf Bouber           |                     |
| Piet Fuchs           |                     |
| Coen Hissink         |                     |
| Kees Lageman         |                     |
| Jaap van der Poll    |                     |
| Yard van Staalduynen |                     |

## Achtergrond
Aan het begin van de jaren 10 schreef bioscoopexploitant Johan Gildemeijer het script voor Fatum en schakelde de hulp in van Theo Frenkel in om deze te verfilmen. Frenkel was onlangs gevlucht uit Duitsland, waar de Eerste Wereldoorlog zojuist was uitgebroken. Het was voor hem zijn eerste film met een lange speelduur. De samenwerking verliep niet met succes. Gildemeijer zou voortaan zijn eigen films regisseren en richtte na de uitbrengst zijn eigen filmmaatschappij op.
De opnames vonden plaats in Monnickendam, Abcoude, Volendam en Amsterdam. De dansscènes aan het einde vereiste veel voorbereiding. De dans werd begeleid door een groot straatsorgel. De film ging in 1915 in première en werd een redelijk succes. Voornamelijk de dansscènes aan het einde kreeg veel lof van de pers. Het kreeg meerdere reprises en werd zelfs in 1934 nog vertoond. Frenkel kreeg na deze film de reputatie de meest internationale vakman in Nederland te zijn.
Er wordt vermoed dat de film verloren is gegaan.